# Monroe Beardsley
Pour les articles homonymes, voir Beardsley.
Monroe Curtis Beardsley, né le 10 décembre 1915 et mort le 18 septembre 1985, est un philosophe américain de l'art, représentant du courant de l'esthétique analytique. 

## Biographie
Il naît et grandit à Bridgeport (Connecticut), puis fait ses études à l'université Yale (Ph. D. 1939), où il reçoit le prix John Addison Porter. Il enseigne dans un certain nombre de colleges et d'universités, incluant le Mount Holyoke College et l'université Yale. Il fait la plus grande partie de sa carrière au Swarthmore College (22 ans) et à l'université Temple (16 ans). Sa femme, et occasionnellement co-auteur, Elizabeth Lane Beardsley, est aussi philosophe à Temple.
Son travail en esthétique est surtout connu pour sa défense de l'instrumentalisme en théorie de l'art et son concept de l'expérience esthétique. Beardsley est élu président de l'American Society for Aesthetics en 1956. Il a également écrit un texte d'introduction sur l'esthétique et édité une anthologie de philosophie réputée.
Parmi les critiques littéraires, Beardsley est connu pour deux essais écrits avec W. K. Wimsatt, The Intentional Fallacy et The Affective Fallacy, deux textes clés de la Nouvelle Critique. Ses œuvres comprennent également : Practical Logic (1950), Aesthetics (1958), et Aesthetics: A Short Story (1966). Il est élu membre de l'Académie américaine des arts et des sciences en 1976.
Monroe Beardsley et sa femme sont les éditeurs de la série pour Prentice-Hall « Foundations of Philosophy », une série de manuels sur les différents champs de la philosophie, écrits par des spécialistes de ces domaines.